# Sela pri Raki
Sela pri Raki este o localitate din comuna Krško, Slovenia, cu o populație de 83 de locuitori.